# هاشم السبع
هاشم السبع صحفي وسياسي فلسطيني (1912_ 1958) ولد في مدينة قلقيلية، عمل في عدة صحف أثناء الانتداب البريطاني على فلسطين وهو مؤسس صحيفة الصريح الفلسطينية واشتهر بمقالاته السياسية النقدية الساخرة

## النشأة
ولد هاشم السبع في عام 1912 بمدينة قلقيلية في فلسطين، وبعد تلقيه التعليم الابتدائي في المدينة، انتقل الى مدرسة النجاح الثانوية في مدينة نابلس التي تخرج منها عام 1925.

## بدايته الصحفية
نُشرت له أول مقالات صغيرة في صحيفتي "فتى العرب" و"ألف وباء" السوريتين أثناء فترة دراسته الثانوية، وبسبب تأيديه للحركة الثورية ضد الانتداب البريطاني في فلسطين أُعتقل في سجن عكا، ولصغر سنه أٌفرج عنه لاحقًا بكفالة مادية، شارك في المؤتمر الطلابي الفلسطيني الذي أُقيم في القدس وحيفا ويافا، وعلى إثر مطالب المؤتمر بالثورة على للانتداب البريطاني على فلسطين، هرب الى سوريا وألقى القبض عليه وأُعيد الى قلقيلية.
سافر الي مصر للالتحاق بالأزهر الشريف عام 1925 وبعدها التحق بالجامعة المصرية بعد تركه للأزهر. عاد الى قلقيلية في 1933، عمل لاحقًا في جريدة الجامعة الاسلامية الصادرة في يافا وتم وضعه تحت الإقامة الجبرية بسبب مقالاته المعادية للاحتلال البريطاني في فلسطين.

## مجال التعليم والعودة الى الصحافة
في عام 1934 عمل معلما في مدرسة النهضة الإسلامية التابعة لدائرة الأوقاف الاسلامية في يافا، وانتقل بعدها معلما في جمعية الشبان المسلمين، وتولى لاحقُا منصب مديرا لجمعية الاصلاح الاسلامية ومن ثم أسس مدرسة الفلاح ولكن أُغلقت المدرسة فيما بعد.
عاد الى الصحافة بإصدار صحيفة "الحرية" بالتعاون مع "سعود جميل" و"نجيب فرنجية" و"أكرم الخالدي"، وبعد تركه للصحيفة، أصدر مع سعود جميل مجلة "نداء الأرض"، ثم أصدر مجلته "الصريح" الأسبوعية النقدية عام 1947، التي كانت تصدر من يافا وفي خلال حرب 1948 صدرت من جنين، توقف نشر الصحيفة في مايو (أيار)عام 1948 وغادر الى القاهرة برفقة عائلته، أصدر مجلة "الشباب" ومذكراته "ذكريات صحفي مضطهد" أثناء فترة توقف عمل جريدة الصريح. وفي القدس عام 1951 استأنف النشر في مجلة الصريح، وتوقفت الصحيفة نهائيًا عن النشر في عام 1958 بوفاة السبع، عمل في عدة مدن عربية منها بيروت.

## مشاركته السياسية
شارك في الثورة العربية الفلسطينية في نيسان عام 1936 وانضم لحركة العصيان المدني فيها وكان أن ذاك مدربا للكشافة وتم اعتقاله في سحن صرفند، تم اطلاق سراحه فيما بعد، لكن اعيد اعتقاله مع الناشطين في حركة الثورة مرة أخرى بعد اغتيال حاكم لواء الجليل لمدة سبعة أشهر في سجن عتليت عام 1937 وفي عام 1938 أعتقل السبع لمدة عامين، واعتقل في سجن القلعة في القدس عام 1949.

## وفاته
توفي في نوفمبر عام 1958 عن عمر 46 عامًا وتم دفنه في قلقيلية، ورثاه لطفي الياسيني في قصيدة تم نشرها عام 2010.